# Maha Ghosananda

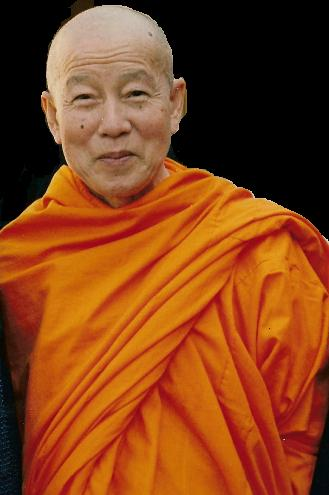
Samdech Preah Maha Ghosananda

Samdech Preah Maha Ghosananda (Khmer សម្តេចព្រះមហាឃោសនន្ទ; * 1913 oder wahrscheinlicher 1924, in der Provinz Takeo; † 12. März 2007 in Northampton, Massachusetts, USA) war ein kambodschanischer Mönch und Friedensaktivist.
Über Maha Ghosanandas Leben sind keine präzisen Details bekannt, da er einerseits sehr bescheiden und zurückgezogen lebte, andererseits seine ganze Familie während der Gewaltherrschaft der Roten Khmer verloren hat, also wenige Menschen von seinem Leben berichten könnten.
Er wurde wahrscheinlich 1924 in der Provinz Takeo in den Ebenen des Mekong-Deltas in Kambodscha geboren. Als er acht Jahre alt war, begann er, im Tempel seines Dorfes als Tempeljunge zu dienen. Dort zeigte er großes Interesse am Klosterleben, was darin resultierte, dass er mit 14 Jahren seine Eltern bat, Mönch werden zu dürfen. Nach Abschluss seines Studiums an der Buddhistischen Universität von Phnom Penh wechselte Ghosananda zu weiterführenden Studien nach Battambang.
Später verließ er Kambodscha, um an der indischen Universität Nava Nalanda Mahavihara in Nalanda (Bihar) zu promovieren. Daraufhin erhielt er den Titel „Maha“ noch vor seinem dreißigsten Lebensjahr. Dieser Name bedeutet „Großer freudvoller Verkünder“. In den Folgejahren erweiterte er seine universitäre Ausbildung durch Studien in unterschiedlichen buddhistischen Zentren Asiens.
Beim japanischen Mönch Nichidatsu Fujii lernte er die Prinzipien der Lehre von Frieden und Gewaltlosigkeit, die sein Handeln in den kommenden Jahren bestimmen sollten. Zudem wurde ihm die Ehre zuteil, beim damaligen Höchsten Patriarchen des kambodschanischen Buddhismus, Sangha Raja, lernen zu können.
Maha Ghosananda lernte während zahlreicher Reisen und Studien fließend Hindi, Bengali, Sanskrit, Pali, Singhalesisch, Birmanisch, Vietnamesisch, Laotisch, Thailändisch, Japanisch, Französisch, Englisch und Deutsch zu sprechen. 1965 verließ der Mönch Kambodscha, um in Thailand Schüler des bekannten Meditationsmeisters Ajahn Dhammadharo (zu jener Zeit Nakhon Si Thammarat, heute: Wat Sai Ngam in Suphanburi) und von Buddhadasa Bhikkhu zu werden. Während der folgenden Zeiten des Krieges und des Völkermordes in Kambodscha blieb er in Thailand, um dort zu meditieren und darauf zu warten, seinem Volk helfen zu können. 1978 kehrte er nach Kambodscha zurück und setzte sich für Frieden und Vergebung ein.
1988 wurde Maha Ghosananda zum höchsten Patriarchen des kambodschanischen Buddhismus gewählt, also zu dessen Oberhaupt. 1992 führte er den ersten Dhammayietra an, einen Friedensmarsch durch Kambodscha. Zwischen 1994 und 1997 wurde er viermal in Folge für den Friedensnobelpreis nominiert, insgesamt sogar sechs Mal. Obwohl er diesen Preis nicht erhalten hat, wurde er doch mit zahlreichen renommierten Friedenspreisen ausgezeichnet, wie beispielsweise dem Niwano-Friedenspreis und dem Thorolf-Rafto-Gedenkpreis. Er wurde auch der Gandhi Kambodschas genannt.
Zusammen mit dem Dalai Lama, Thích Nhất Hạnh und Sulak Sivaraksa gründete er 1989 das INEB (Internationales Netzwerk Engagierter Buddhisten).